# Xã Grand Prairie, Quận Marion, Ohio
Xã Grand Prairie (tiếng Anh: Grand Prairie Township) là một xã thuộc quận Marion, tiểu bang Ohio, Hoa Kỳ. Năm 2010, dân số của xã này là 1.590 người.